# كارين شابمان
كارين شابمان (بالإنجليزية: Karen Chapman) هي لاعبة كرة الريشة بريطانية، ولدت في 21 مايو 1959.

## وصلات خارجية
- كارين شابمان على موقع BWF.tournamentsoftware.com (الإنجليزية)
- كارين شابمان على موقع BWFbadminton.com (الإنجليزية)
- كارين شابمان على موقع اتحاد ألعاب الكومنولث (مؤرشف) (الإنجليزية)